# Sarcohyla ephemera
Espèce
Statut de conservation UICN

 CR A4e : 
En danger critique
Synonymes
- Hyla ephemera Meik, Canseco-Márquez, Smith & Campbell, 2005
- Plectrohyla ephemera Frost, 2006

Sarcohyla ephemera est une espèce d'amphibiens de la famille des Hylidae.

## Répartition
Cette espèce est endémique de l'État d'Oaxaca au Mexique. Elle se rencontre entre 1 100 et 1 220 m sur le cerro Las Flores dans la Sierra Mixe,.

## Publication originale
- Meik, Canseco-Márquez, Smith & Campbell, 2005 : A new species of Hyla (Anura: Hylidae) from Cerro Las Flores, Oaxaca, Mexico. Zootaxa, no 1046, p. 17–27 (texte intégral).